# بيتر بالوتاس
بيتر بالوتاس (بالمجرية: Palotás Péter)‏ (مواليد 27 يونيو 1929) هو لاعب كرة قدم. يلعب مع منتخب المجر لكرة القدم. سبق له أن لعب في كأس العالم لكرة القدم مع منتخب بلاده.

## روابط خارجية
- بيتر بالوتاس على موقع الاتحاد الدولي (مؤرشف)  (الإنجليزية)
- بيتر بالوتاس على موقع قاعدة بيانات كرة القدم.إي يو (الإنجليزية)
- بيتر بالوتاس على موقع ناشيونال فوتبول تيمز (الإنجليزية)
- بيتر بالوتاس على موقع Soccerway.com (الإنجليزية)
- بيتر بالوتاس على موقع عالم كرة القدم.نت (الإنجليزية)
- بيتر بالوتاس على موقع أوليمبيديا (الإنجليزية)